# Дечија библиотека „Драган Лукић”
Дечја библиотека „Драган Лукић” је огранак Библиотеке „Ђорђе Јовановић”, у склопу општинске мреже Библиотеке града Београда.

## Историјат
Дечје одељење „Драган Лукић”, основано је 1964. године и од тада се налази на Студенстком тргу број 19. Библиотека је од оснивања до данас део мреже библиотека на Старом граду која је од 1989. у систему Библиотеке града Београда. 
Када је 1964. године библиотека „Ђорђе Јовановић” усељена у новоизграђене просторије у згради на Студентком тргу 19. дечје одељење је почело да ради као засебна целина, са искључиво дечјим фондом. Од оснивања до данас, кроз бројне програме који су организовани у дечјој библиотеци, прошле су многе значајне личности српске књижевности за децу: Драган Лукић, Мира Алечковић, Перо Зубац, Љубивоје Ршумовић, Десанка Максимовић, Бранко Ћопић и други, као и бројни великани београдског глумишта.
2006. године, након песникове смрти, Библиотека добија име по дечјем песнику и великом пријатељу ове куће и деце Београда, Драгану Лукићу.

## Библиотека данас
Библиотека располаже богатим фондом од око 12 000 библиотечких јединица, намењених првенствено деци предшколског и школског узраста и фонд од око 1000 наслова намењених одраслима. У саставу Библиотеке је и електронска читаоница затвореног типа са 14 места, као и осам читаоничких места за децу.
У библиотеци се редовно огранизују бројни програми и радионице за децу и младе: „Читалачка значка”, „Зимске филмске чаролије”, „Сусрети средом”, Луткарско позориштанце, читање дигитализованих сликовница, квизови, промоције дечјих књига и многи други. У електронској читаоници организују се обике за рад на рачунару (ИТ 65+) и бројни семинари и предавања.